# Comuna Berkozivka, Kaniv
Berkozivka (în ucraineană Беркозівка) este o comună în raionul Kaniv, regiunea Cerkasî, Ucraina, formată din satele Berkozivka (reședința) și Lizkî.

## Demografie
Componența lingvistică a comunei Berkozivka
     Ucraineană (97,83%)
     Rusă (1,27%)
     Alte limbi (0,54%)
Conform recensământului din 2001, majoritatea populației comunei Berkozivka era vorbitoare de ucraineană (97,83%), existând în minoritate și vorbitori de rusă (1,27%).